# Luis Echávarri
Luis Enrique Echávarri Lozano (Bilbao, España, 1949) es ingeniero industrial y alto ejecutivo de empresas de la energía nuclear. Fue director general de la Agencia para la Energía Nuclear (AEN) de la OCDE. 

## Formación y desarrollo profesional
Echávarri es licenciado en Ingeniería Industrial por la Escuela Técnica Superior de Ingeniería Industrial de la Universidad del País Vasco y por la Facultad de Ciencias de la Información de la Universidad Complutense de Madrid. Es postgrado en Gestión por la Escuela de Organización Industrial de Madrid y es miembro del Colegio de Ingenieros Industriales de Madrid.
En 1975 Luis Echávarri se incorporó a Westinghouse Electric Company en Madrid, desempeñándose también como director de proyectos de las centrales nucleares de Lemóniz, Sayago y Almaraz. En 1985 pasó a ser Director Técnico del Consejo de Seguridad Nuclear (CSN) y en 1987 fue nombrado Comisario del CSN. En 1995-1997 ocupó el cargo de director general del Foro de la Industria Nuclear Española.
En 1997 Luis Echávarri fue nombrado director general de la AEN. Como director sus objetivos fueron: 

Potenciar todas las áreas relacionadas con la seguridad y regulación nuclear. Desarrollar la relación de la Agencia con los países no-miembros que son esenciales en el ámbito nuclear, Rusia, China e India. [...] Potenciar los estudios económicos y de la contribución de la energía nuclear a la lucha contra el cambio climático, así como analizar las implicaciones del accidente de Fukushima para todos los países.
Echávarri

También representó a la AEN en la Junta de Gobierno de la Agencia Internacional de la Energía (AIE) y fue miembro del Grupo Asesor Internacional de Seguridad Nuclear de la Agencia Internacional de Energía Atómica.
En 2009, Luis Echávarri se postuló para el cargo de director general de la Agencia Internacional de Energía Atómica, pero no fue elegido.